# Legend of Mana
Legend of Mana — рольова екшн-гра 1999 року, розроблена та опублікована Square (нині Square Enix) для PlayStation. Це четверта гра в серії Mana після Trials of Mana 1995 року. Гра розгортається у фантастичному всесвіті, і слідує за безіменним героєм, який відновлює землю Фа’Діель, створюючи світ навколо себе та виконуючи низку взаємопов’язаних квестів, щоб відновити Дерево мани.
Включаючи елементи рольової екшн-ігри з попередніх ігор серії, такі як битви в реальному часі, Legend of Mana має свій особливий стиль гри. Зокрема, це дає гравцеві можливість формувати структуру світу за допомогою системи Land Make(дословно - створення землі), створюючи регіони та квести в нелінійній ігровій системі, а не в сильній основній сюжетній лінії. Режисером Legend of Mana став творець серії Коічі Ішіі, дизайн — Акіхіко Мацуї, а продюсером — ветеран-режисер і продюсер Square Акітоші Кавадзу.
Гра мала високі продажі, продавши 400 000 копій за перший тиждень випуску та 700 000 до кінця 1999 року. Відгуки були менш позитивними, ніж для попередніх ігор серії. Критики високо оцінили яскраву та барвисту графіку, намальовану вручну, і саундтрек від Йоко Шімомури, але критикували відсутність чіткої основної сюжетної лінії, заявляючи, що це залишало гру незв’язаною. Гру було перевидано як частину лінійок бестселерів PlayStation і Square Enix.
Ремастер версія була випущена 24 червня 2021 року для Microsoft Windows, Nintendo Switch і PlayStation 4, а 7 грудня 2021 року для Android та iOS.
Адаптація аніме від Yokohama Animation Laboratory і Graphinica під назвою Legend of Mana: The Teardrop Crystal була анонсована в червні 2021 року, а прем'єра серіалу відбулася в жовтні 2022 року.